# Produktionsmechaniker EFZ
Produktionsmechaniker EFZ ist in der Schweiz seit 2008 eine berufliche Grundbildung und eine offizielle Berufsbezeichnung. Der direkte Vorgängerberuf war der Mechapraktiker.
Die Verantwortung für diese Berufslehre liegt bei der Swissmechanic. Die Bezeichnung des Abschlusses lautet seit 2008 «Produktionsmechaniker mit eidgenössischem Fähigkeitszeugnis (EFZ)».

## Arbeitsgebiet
Produktionsmechaniker und Produktionsmechanikerinnen beherrschen Metallbearbeitungstechniken wie Bohren, Drehen, Fräsen und fertigen damit Hightechwerkstücke. Werden Teile serienmässig auf computergesteuerten Maschinen hergestellt, überwachen sie den Produktionsvorgang, greifen wenn nötig ein und prüfen mit modernen Messinstrumenten die gefertigten Teile.

## Voraussetzungen für die Erlernung des Berufes
Für eine Produktionsmechanikerlehre eignen sich Jugendliche, bei denen das Interesse für die Welt der Mechanik mit handwerklichem Geschick, Mathematikkenntnissen und gutem Auffassungsvermögen verbunden ist. Gute Leistungen in Mathematik und Physik sind nötig. Selbstverständlich ist diese Berufslehre auch für Frauen geeignet.
Die Ausbildungsdauer beträgt 3 Jahre.
Die schulischen Anforderungen liegen etwas unter denen des Polymechanikers.

## Betriebliche Ausbildung

### Basisausbildung
1. und 2. Lehrjahr: Grundlegende Fertigkeiten und Kenntnisse in der manuellen Fertigungstechnik erwerben. Metalle- und Nichtmetallhalbfabrikate mit den wichtigsten Fertigungs- und Fügeverfahren wie Bohren, Schweissen, Löten, Schrauben und Kleben bearbeiten. Werkstücke mit verschiedenen Prüf- und Messwerkzeugen prüfen und die Prüfergebnisse dokumentieren. Werkstücke mit konventionellen Dreh- oder Fräsmaschinen fertigen.

### Schwerpunktausbildung
1. bis 3. Lehrjahr: Parallel zur Basisausbildung werden grundlegende Fertigkeiten und Kenntnisse im Einsatzgebiet des Betriebes vertieft und gefestigt. Die Wahl der Einsatzgebiete (Handlungskompetenzen) richtet sich nach den Möglichkeiten des Lehrbetriebs und den Neigungen und Fähigkeiten des Lernenden. Die Produktionsmechaniker und Produktionsmechanikerinnen bauen sich dabei mindestens eine Handlungskompetenz auf.

## Berufsfachschule
Die Lernenden besuchen an einem Tag pro Woche die Berufsfachschule. Unterrichtet werden:
- Technische Grundlagen
- Mathematik
- Physik
- Werkstofftechnik
- Zeichnungstechnik
- Verbindungs-, Fertigungs- und Maschinentechnik.
- Allgemeinbildung
- Sport

## Überbetriebliche Kurse
Während der ersten beiden Lehrjahre besuchen die Lernenden überbetriebliche Kurse, in welchen ihnen die grundlegenden Fertigkeiten vermittelt werden. Meistens werden diese in einem Kurscenter der Swissmechanic durchgeführt.

## Weiterbildungsmöglichkeiten
- Berufsprüfung z. B. zum Produktionsfachmann, Fertigungsfachmann
- Techniker TS/HF z. B. Maschinenbau
- Fachspezialist
- Gruppen-, Abteilungs-, Betriebs-, Geschäftsleiter, Firmeninhaber
- Sprungbrett für attraktive Zweitberufe wie Lokomotivführer, Büchsenmacher, Flugzeugmechaniker, technischer Kaufmann, diverse Informatikberufe usw.
- höhere Fachprüfung z. B. Eidg. dipl. Industriemeister/in
- Ausbilder/in
- Betriebsinterne Aufstiegsmöglichkeiten